# Gironde (estuaire)
Pour les articles homonymes, voir Gironde.
La Gironde (en gascon : Gironda [ ʒi.ˈrun.də], en saintongeais : Ghironde) est l'estuaire commun à la Garonne et à la Dordogne, qui joignent leur cours au bec d'Ambès. Il a donné son nom au département de la Gironde.
Ses eaux baignent deux départements de la Nouvelle-Aquitaine : sur la rive gauche, la Gironde (pays du Médoc) ; sur la rive droite, la Gironde (pays du Blayais), puis la Charente-Maritime (pays de Haute-Saintonge et de Royannais).
La Gironde est longue de 75 kilomètres, large de 12 km à sa plus grande largeur et de 4,5 km à son embouchure (pointe de Suzac). Ses 635 km2 en font le plus vaste estuaire d'Europe.
Cet estuaire a une riche histoire en raison de l'importance du commerce maritime qui s'y est développé à partir du port de Bordeaux, qui existe depuis l'Antiquité. La Gironde permet en effet la remontée jusqu'à Bordeaux de très gros navires, par exemple ceux qui transportent les éléments (ailes, fuselage, etc.) de l'Airbus A380. La Gironde a aussi une activité de pêche importante. D'autres activités sont présentes, notamment autour de l'énergie (centrale nucléaire du Blayais, dépôts de pétrole du bec d'Ambès).
La Gironde et ses rives ont aussi un patrimoine culturel important. Les paysages sont variés.

## Philologie

### Mention anciennes du mot «Gironde» désignant l'estuaire
Le mot est attesté sous la forme Girunda en 1253.
Vers 1615, dans son récit de voyage (écrit en latin) Itinerarium Galliae, l'Allemand Justus Zinzerling (1590-1620) évoque la Gironde à propos du trajet de Royan à Bordeaux. Selon la traduction de 1859, il écrit : « Lorsque tu voudras remonter de Royan à Bordeaux, tu auras soin de te choisir un marinier habile (…) ; car ce n’est pas un jeu de s’aventurer sur la Gironde. Le trajet de Royan à cette ville te coûtera douze sous et demi. »
Mais dans le texte original, on peut lire : (Bourdeaux) Burdigalam praeterita Blavia adscendes, itinerum duodecim et dimidi solidorum mercede in caput constituta. Seligas tibi peritum nautam (…). Nec enim ludus est Garumnam navigare, soit : « Passée Blaye, tu arriveras à Bordeaux, pour ce voyage, le prix par tête est de douze sous et demi. Choisis toi un marin expert (…). En effet, ce n'est pas un jeu de naviguer sur la Garonne. » Zinzerling parle de la Gironde, puisqu'il mentionne Blaye, mais il emploie le mot Garumna, qui en latin désigne la Garonne.

### Étymologie
Selon Albert Dauzat, « Gironde » serait une variante de « Garonne », l'un et l'autre partageant la même étymologie et correspondant à deux variantes dialectales. L'alternance -nn-/-nd- a été souvent constatée en gaulois, et c'est elle qui différencie le celtique -onna et le latin unda « eau »[pas clair].
Bénédicte Boyrie-Fenié précise que Gironde est une forme saintongeaise (gabaye) du nom de la Garonne, issue d'une forme de latin tardif *Garunda (en latin classique, le nom du fleuve est Garumna, mot utilisé par Jules César).
En effet, à l'époque moderne, la rive nord de la Gironde est de langue d'oïl (depuis le XVe siècle), alors que la rive sud, ainsi que le cours tout entier de la Garonne est de langue d'oc (gascon). Sur la rive nord de la Garonne, Bourg est alors de langue d'oc, tandis que Blaye (et le Blayais) est de langue d'oïl.
Remarque : Xavier Delamarre doute de l'existence d'un celtique onno tel qu'il est glosé par le latin flumen « fleuve » dans le glossaire de Vienne qui énonce quelques vocables gaulois. Pour lui, il s'agit de gaulois tardif. C'est à partir de la forme en -a qu'il a donné les terminaisons hydronymiques -onne (occitan -ona). Onno / onna remonte vraisemblablement à *udnā « eau », mot fondé sur le thème indo-européen *ud-r/n-, d'où grec húdōr « eau » (voir hydro-), gotique wato, etc. comparable au latin unda, issu lui-aussi de *udnā par métathèse. En réalité, *udnā « eau » a donné un gaulois unna (écrit oun(n)a en grec), alors qu'il a abouti à unda en latin. Dans cette perspective, Girunda est une forme latinisée tardive.[pas clair]

### Autres toponymes «Gironde» dans le bassin de la Garonne
On peut remarquer l'existence d'une localité nommée Girund au XIIIe siècle, aujourd'hui Gironde-sur-Dropt, un peu en aval de La Réole, donc assez loin du début de l'estuaire.
Il existait aussi une seigneurie de Gironde dans la vallée du Lot (ancienne commune de Cours, actuelle commune de Bellefont-La Rauze, un peu en amont de Cahors.

## Géographie

### Délimitation de l'estuaire et du domaine maritime

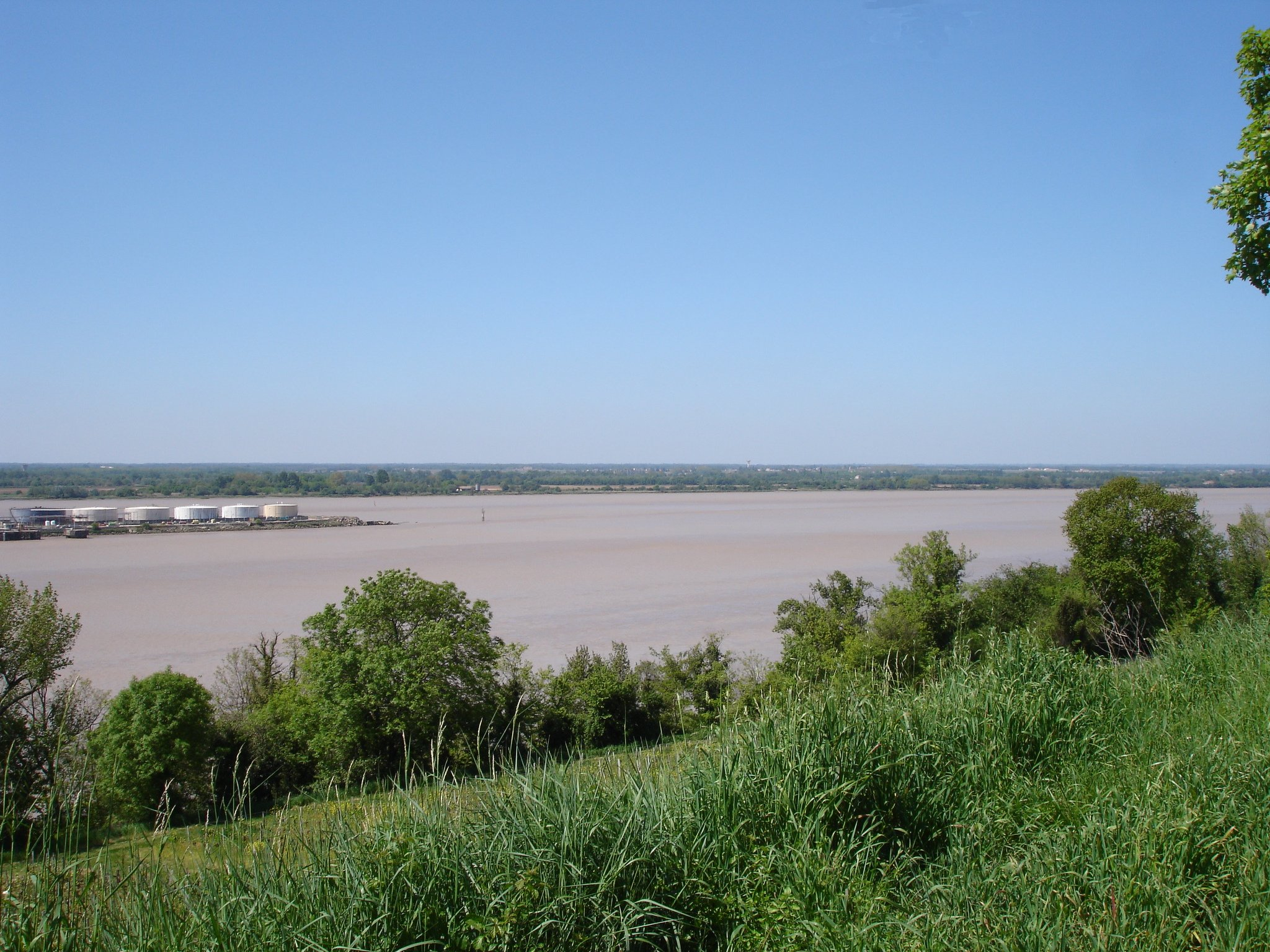
L'estuaire de la Gironde au bec d'Ambès.

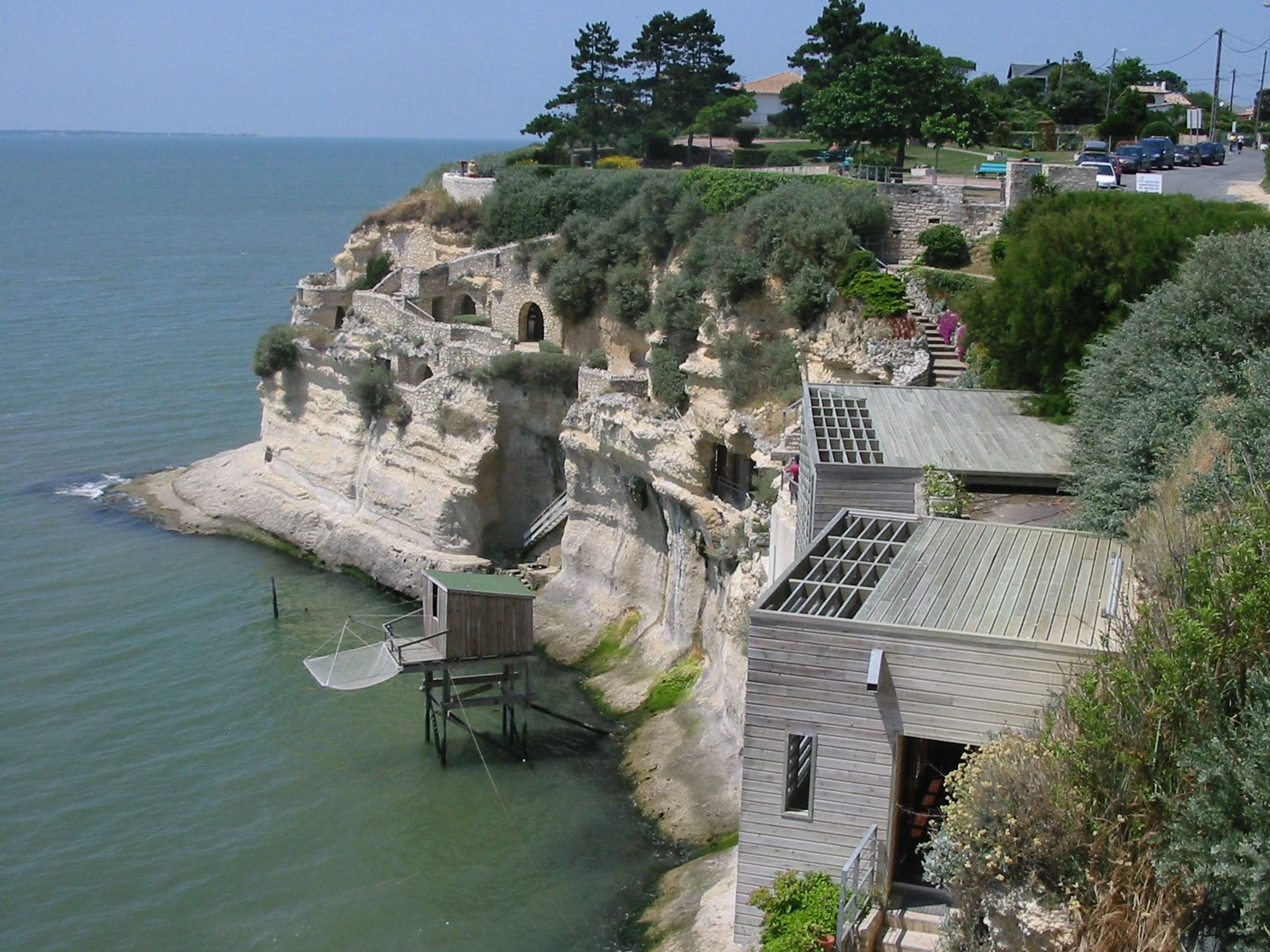
Habitations troglodytiques à Meschers-sur-Gironde (grottes de Régulus).

L'estuaire de la Gironde commence au bec d'Ambès, point où se rejoignent la Dordogne et la Garonne.
Géographiquement, l'embouchure peut être délimitée par trois points :
- la pointe de la Négade[1] (au sud de Soulac) ;
- le phare de Cordouan (au milieu de l'estuaire) ;
- la pointe de la Coubre (à l'ouest de Royan).

Toutefois, le domaine maritime commence à la pointe de Grave (Le Verdon-sur-Mer) sur la rive gauche et à la pointe de Suzac sur la rive droite (Saint-Georges-de-Didonne).

### Environs
La Gironde arrose d'un côté le vignoble du Médoc, le l'autre le vignoble de Blaye, ainsi que plusieurs villes notables :
- Blaye (sous-préfecture), Pauillac, Le Verdon-sur-Mer en Gironde ;
- Royan, Meschers-sur-Gironde, Mortagne-sur-Gironde en Charente-Maritime.

Les paysages sont totalement différents de part et d'autre. Sur la rive gauche, de Macau à la pointe de Grave, on trouve une plaine alluviale de graves provenant des Pyrénées où domine un paysage viticole. Près de la mer, les vignes cèdent la place aux dunes et à des marais épars.
Sur la rive droite, le paysage est beaucoup plus marqué (falaises mortes, collines) et diversifié. Les vignes sont moins présentes, sauf sur les plateaux. Vers le nord, s'étendent les grands marais de Saint-Ciers-sur-Gironde, de Braud-et-Saint-Louis et de Saint-Thomas-de-Conac. En aval de Talmont-sur-Gironde, on trouve des falaises vives contenant des habitations troglodytiques (grottes du Régulus et de Matata à Meschers-sur-Gironde).

### Les îles

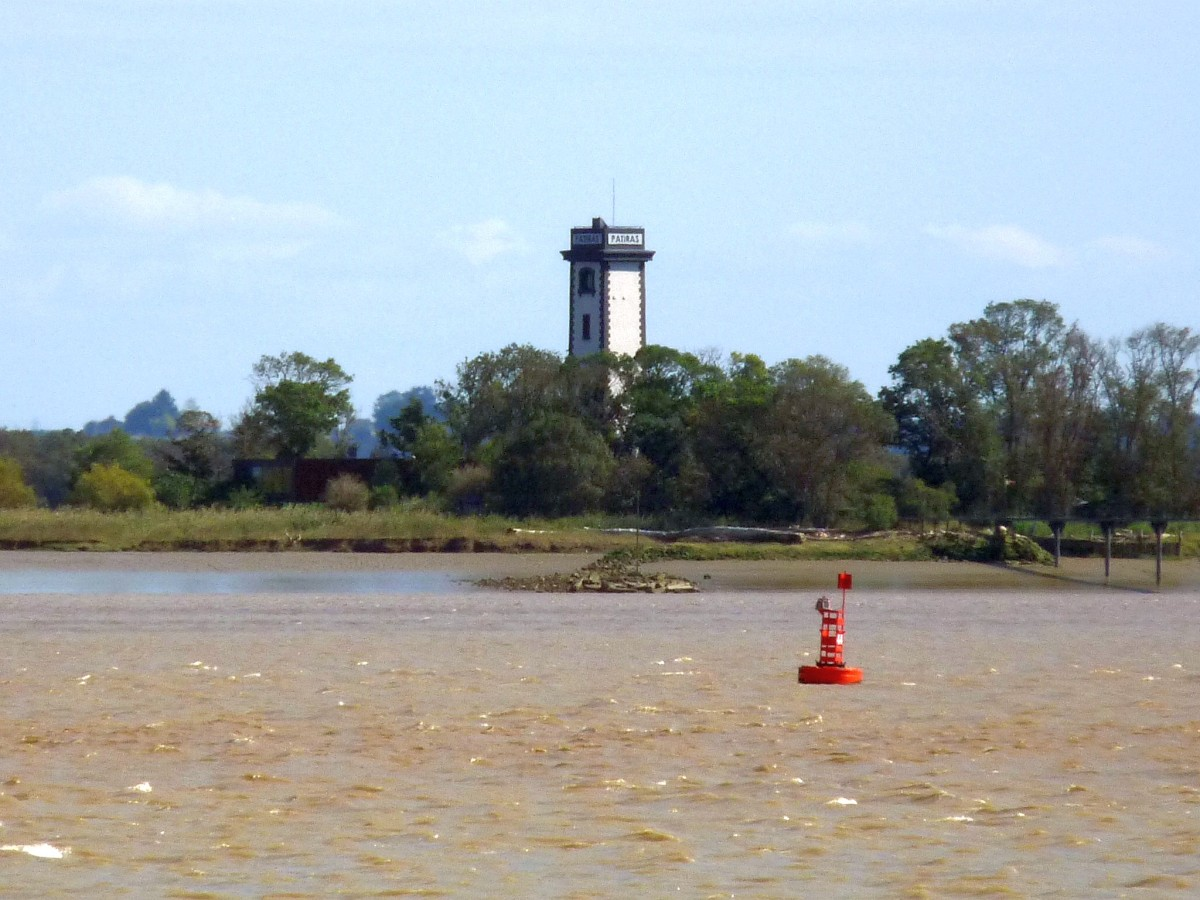
L'île et le phare de Patiras.

Plusieurs îles sont présentes dans l'estuaire de la Gironde. Ces îles ont subi de nombreuses modifications au cours du temps et suivant les courants et le déplacement des bancs de sable.
Les plus grandes sont (du nord au sud) :
- L'île sans nom (domaine maritime), à l'est du phare de Cordouan, observée depuis 2009.
- L'île de Patiras (commune de Saint-Androny), face à Pauillac : plus ancienne île de l'estuaire, elle abrite des parcelles de maïs et de vignes ainsi qu'un phare ; elle servait autrefois de lieu de quarantaine pour les navires, avant qu'ils puissent accoster dans un port de l'estuaire.
- L'île Nouvelle (Blaye et Saint-Genès-de-Blaye), apparue au début du XIXe siècle : c'est depuis 1991 une réserve naturelle[13] du Conservatoire du littoral.
- L'île Paté (Blaye) : d'une superficie de seulement 13 hectares, elle abrite le fort Paté, construit par Vauban en 1690 afin de mieux protéger l'accès à Bordeaux, en complément de la citadelle de Blaye avec fort Médoc.
- L'île Verte, l'île du Nord et l'île Cazeau sont un groupe insulaire de 790 hectares. L'île Verte conserve les ruines d'un village. 40 hectares de l'île forment une réserve naturelle depuis 2001.
- L'île Margaux est une petite île de 25 hectares. Très proche de la rive du Médoc, on y cultive 14 hectares de vigne.
- L'île Macau.

## Formation

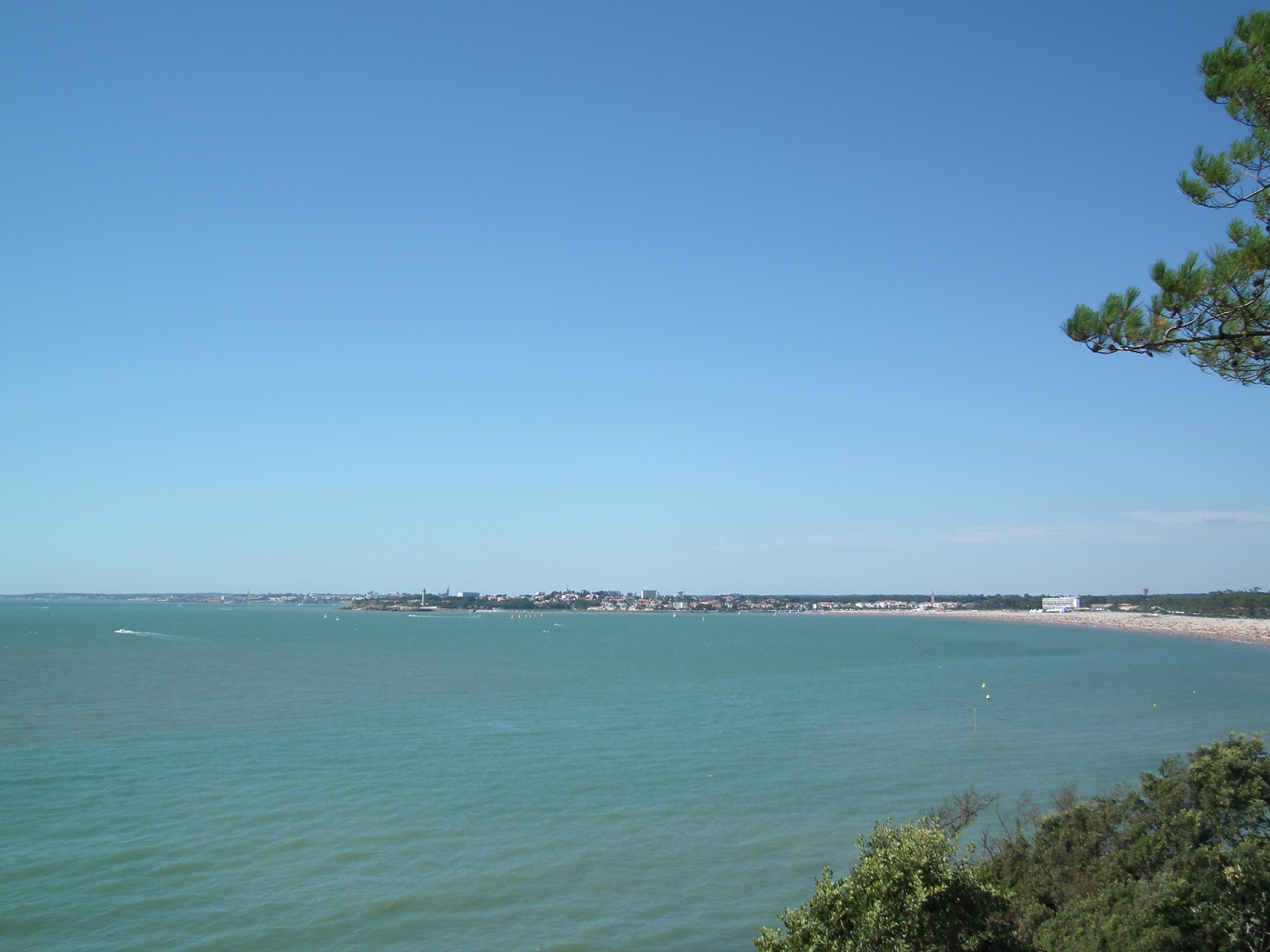
L'embouchure de la Gironde à Saint-Georges-de-Didonne.

L'estuaire se trouve sur un plateau calcaire du Crétacé, déposé il y a 140 à 150 millions d'années. La surrection des Alpes et des Pyrénées, il y a 60 à 65 millions d’années, froissa les couches de calcaire. Il y eut alors un soulèvement du Saintongeois avec l'anticlinal de Jonzac, ce qui forma les falaises entaillées de conches sur la rive nord de l'estuaire et la plaine du Médoc au sud. Les eaux viendront buter contre cette falaise et former l’estuaire de la Gironde. Pendant cette période, la mer envahit tout le Bassin aquitain et ce n'est qu'à la fin du Tertiaire que les eaux se retirèrent.
Pendant le Quaternaire, des périodes de grands froids et de chaleur se succèdent. Les eaux de la mer se retirent pendant les ères glaciaires ce qui provoque un creusement du lit de la Gironde. Des terrasses alluvionnaires se forment sur la rive gauche. Mais avec la fonte des glaces, la mer remonte et la Gironde comble son lit avec des alluvions et les pentes au bord de l'estuaire s'adoucissent.
Il y a 2 000 ans les marais se forment sur les deux rives de l'estuaire, puis des dunes et des conches apparaissent vers l'an 1000. Aujourd'hui, les marais ont été asséchés et l'estuaire évolue toujours. En 1999, l'Île de Croûte a disparu sous les eaux et Bourg-sur-Gironde se retrouve en face de la Dordogne au lieu de la Gironde.

## Hydrologie

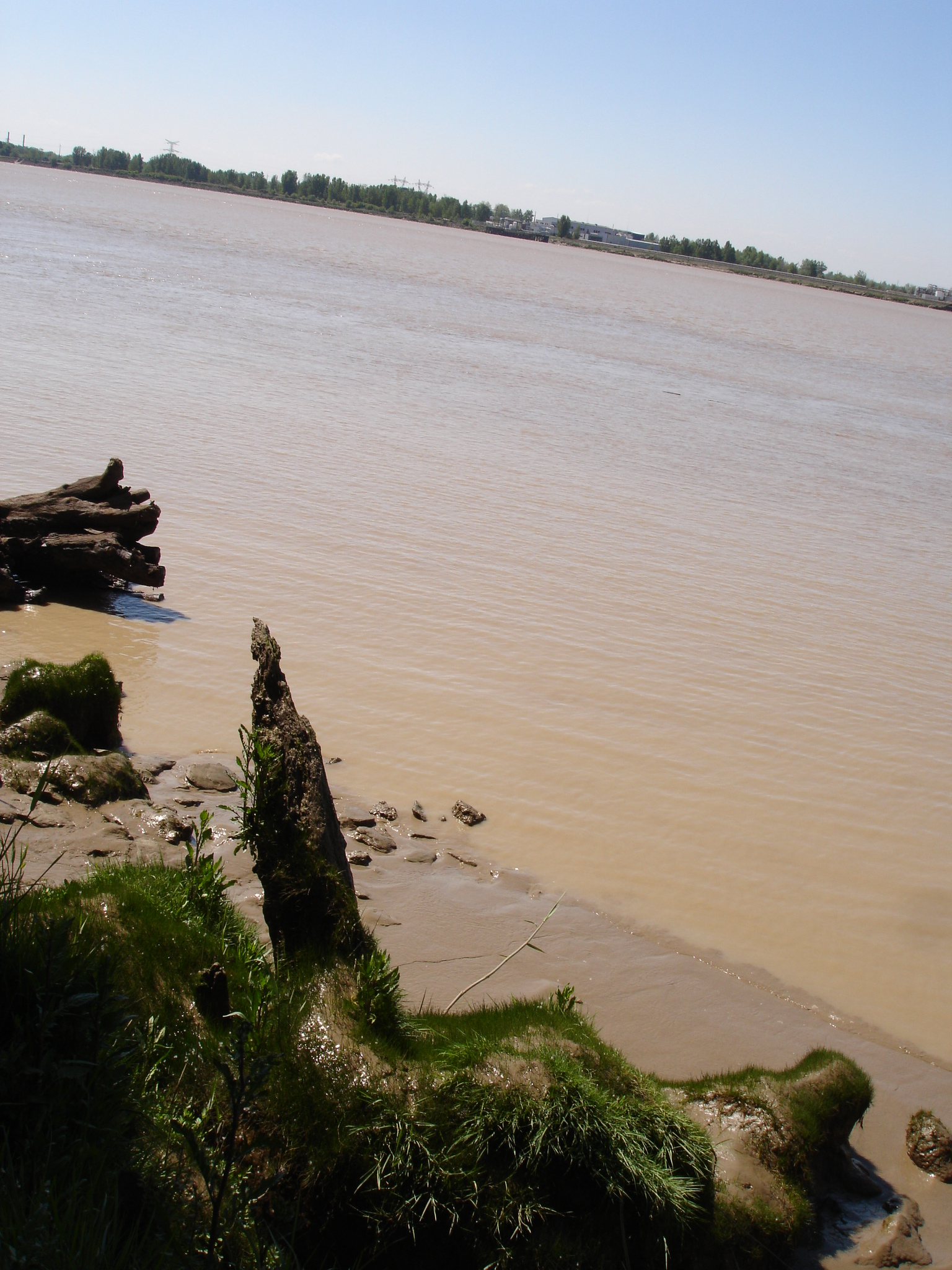
Eaux marron riches en alluvions près de Bourg-sur-Gironde.

La Gironde est le plus grand estuaire d’Europe, avec 75 km de long et jusqu’à 12 km de large et une superficie de 635 km2.
La Garonne et la Dordogne apportent de 800 à 1 000 m3/s d'eau douce chargée de sédiments ; en même temps, deux fois par jour, la marée montante apporte, à chaque fois, un volume total de 15 000 à 25 000 m3 d'eau de mer, ce qui favorise la formation de bancs de sable, de vasards et d'îles. La rencontre de l'eau douce, riche en alluvions, avec l'eau salée fait floculer les particules argileuses qui forment un « bouchon vaseux » caractéristique des eaux estuariennes[source insuffisante]. La Gironde charrie chaque année de deux à huit millions de tonnes de particules en suspension. Une partie des matières en suspension (1,5 à 3 millions de tonnes par an) se dépose, formant des bancs de sable, des vasards et des îles[source insuffisante].
L'estuaire de la Gironde est fortement soumis au flux et au reflux des marées. Cette marée dynamique remonte très en amont dans l'estuaire (jusqu'à 150 km de l'embouchure)[source insuffisante] : Casseuil sur la Garonne, Castillon-la-Bataille sur la Dordogne et Laubardemont sur l'Isle. Lors des grandes marées, le phénomène du mascaret peut survenir et remonter le fleuve sur une grande distance. Il est surtout visible plus en amont, sur la Dordogne et la Garonne. Cette vague est souvent surfée par les amateurs.

## Écologie

### Les mesures de protection

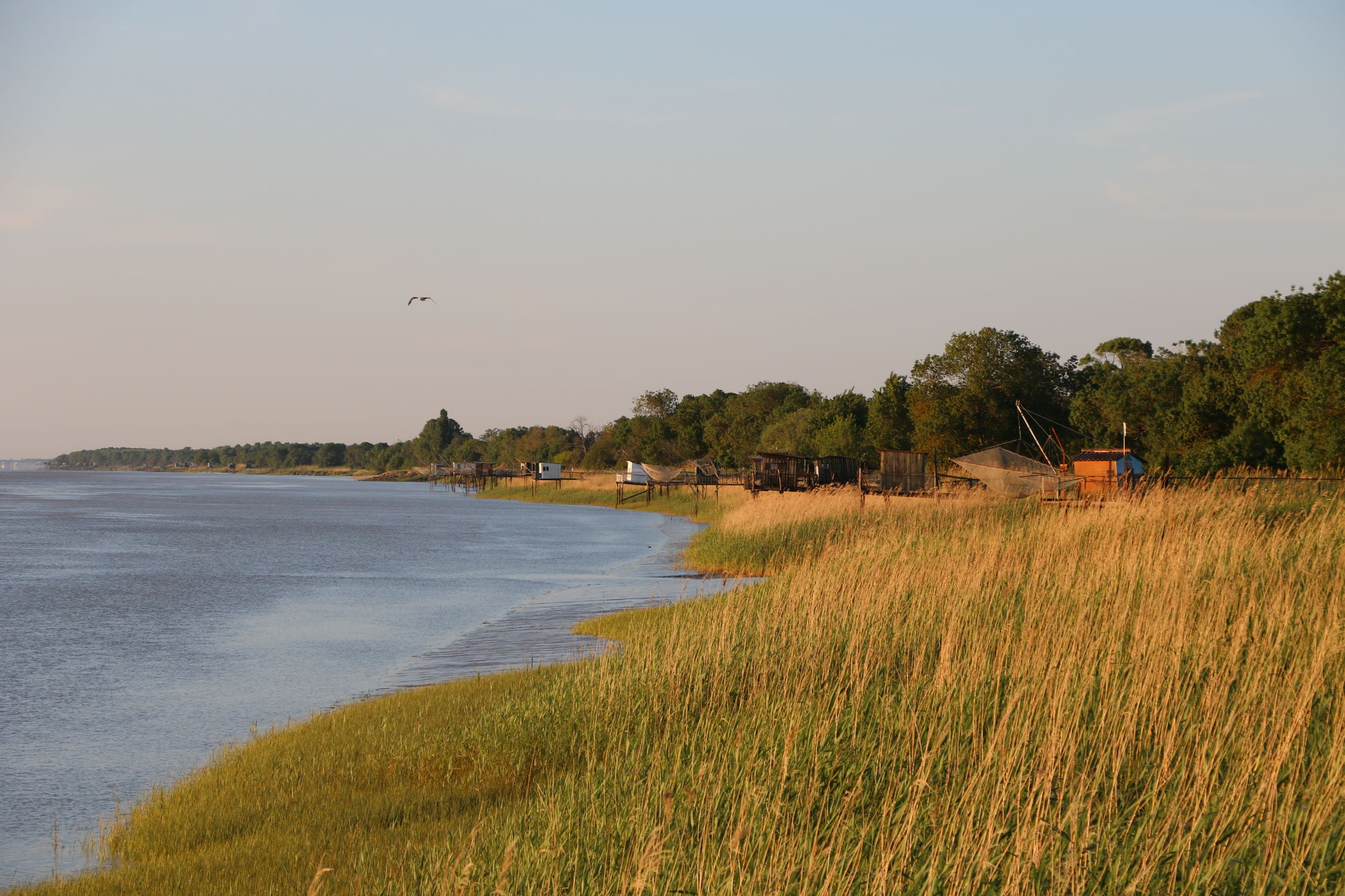
La roselière de Pauillac en Médoc.

L'estuaire de la Gironde appartient au Réseau Natura 2000.
Créé en 2015, le parc naturel marin de l'estuaire de la Gironde élargi à la mer des Pertuis est le septième parc naturel marin en France, l'un des deux situés en région Nouvelle-Aquitaine.
Depuis 2019, la rive gauche de l'estuaire de la Gironde fait partie du parc naturel régional du Médoc.

### Le bouchon vaseux
Cet estuaire a l'un des plus grands bouchons vaseux de France. Ce bouchon et l'ensemble de l'estuaire sont source d'une importante production primaire, mais il peut aussi concentrer certains polluants apporté par le fleuve ou émis dans l'estuaire (cadmium, mercure, plomb, pesticides…). Une turbidité anormalement élevée (induite par l'avancée de l'agriculture intensive et de l'artificialisation du bassin versant) peut y perturber la photosynthèse et les équilibres écologiques.

### La centrale nucléaire du Blayais

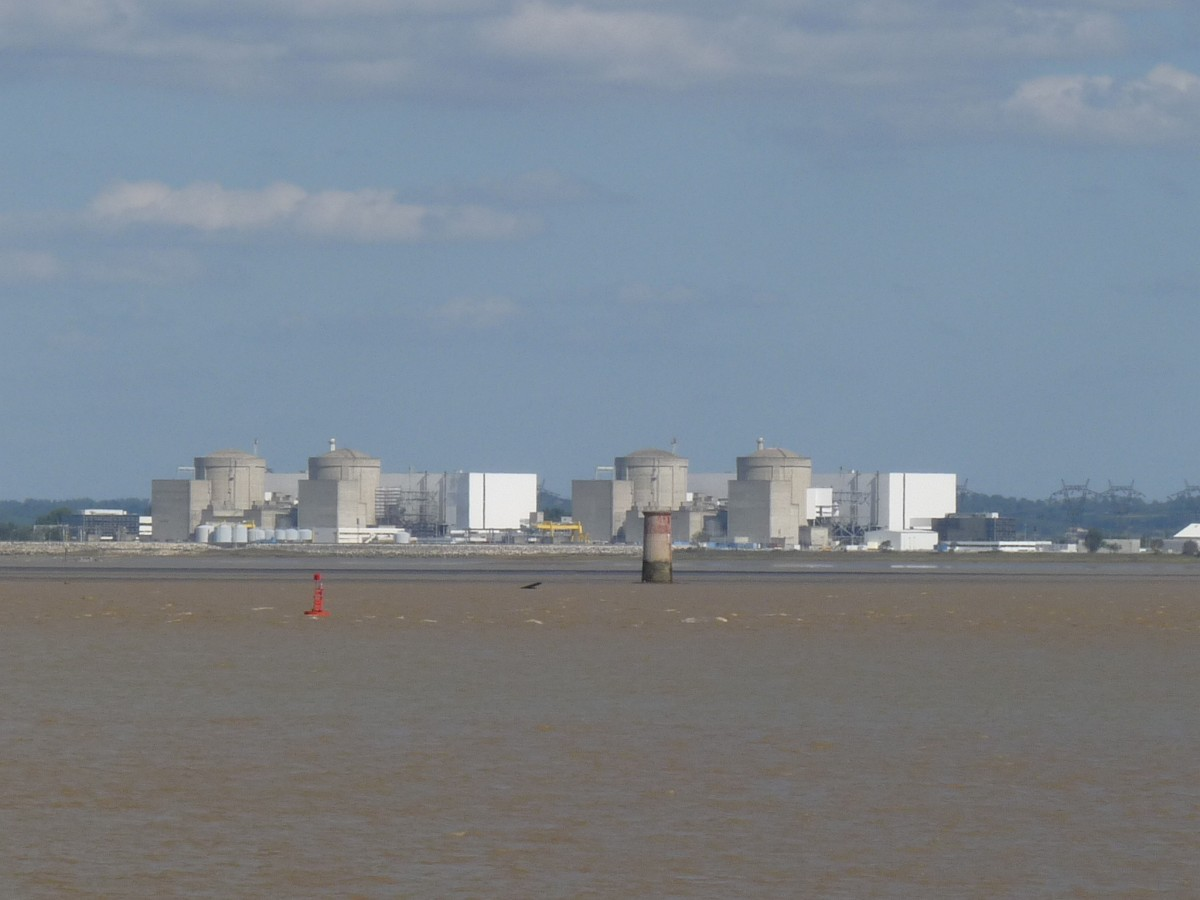
La centrale nucléaire du Blayais.

La centrale nucléaire du Blayais, située dans la commune de Braud-et-Saint-Louis, à environ 10 km au nord de Blaye, se trouve sur la rive droite de la Gironde, à mi-chemin entre Bordeaux et Royan. Implantée au cœur d'un marais de 6 000 hectares, elle a une superficie de 230 hectares.
Son fonctionnement, fondé sur la fission nucléaire, exige l'utilisation d'une certaine quantité d'eau de refroidissement, qui est prélevée dans la Gironde en amont de la centrale et rejetée en aval à une température plus élevée.

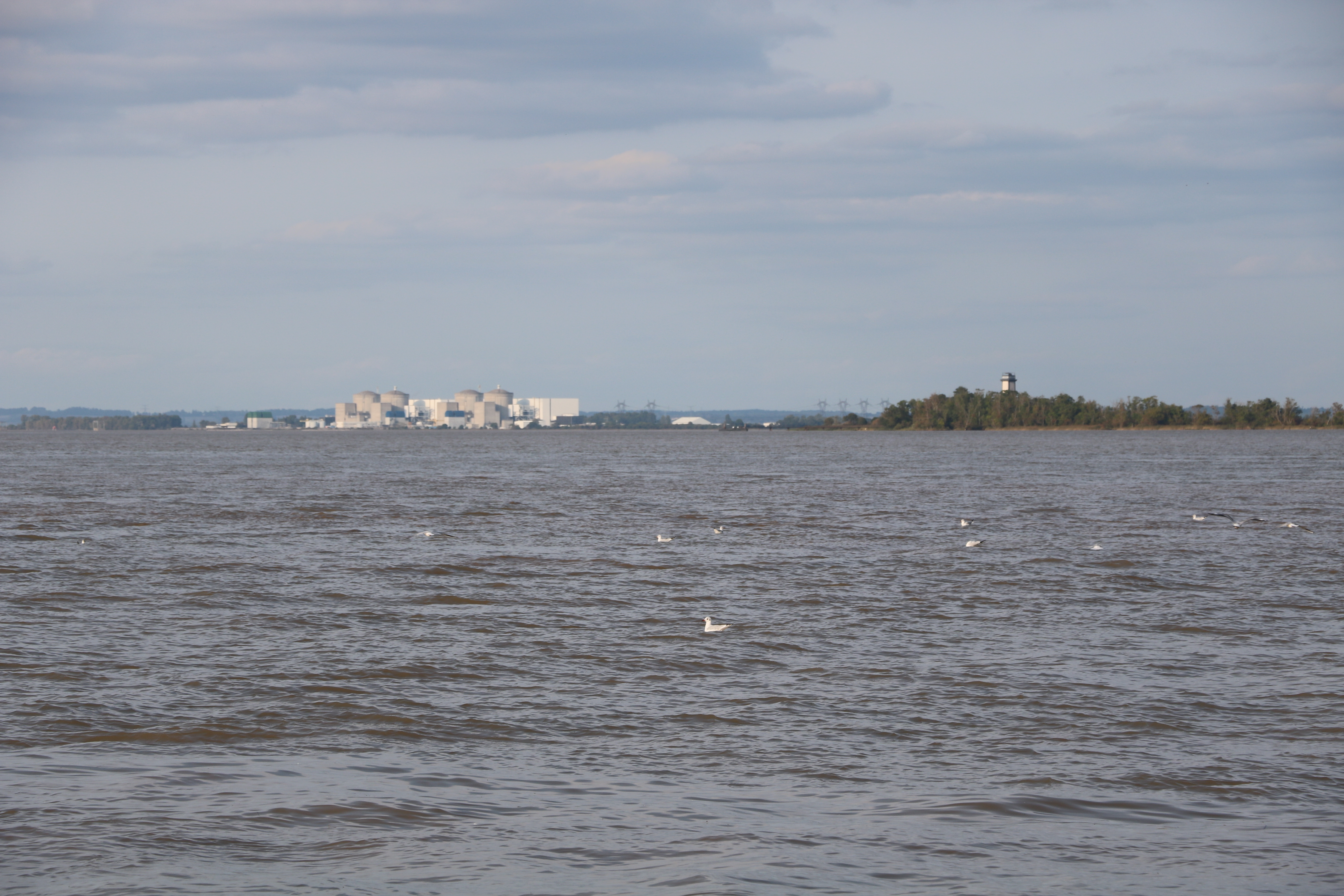
La centrale et le phare de Patiras. Au premier plan, des mouettes se laissent porter par la marée.

Les modalités de la surveillance écologique de la centrale sont définies par un arrêté interministériel du 18 septembre 2003 portant « autorisation à EDF de poursuivre les prélèvements et les rejets d'effluents liquides et gazeux pour l'exploitation du site nucléaire du Blayais ». Des prélèvements d'eau et d'air sont effectués quotidiennement afin de vérifier que les rejets de la centrale ne contiennent qu'une part de radioactivité « infime », « en-deçà des normes en la matière ». Les résultats pour 2017 de la surveillance écologique des compartiments pélagique et benthique (ensemble des organismes aquatiques) montrent que les dynamiques observées s'inscrivent dans la variabilité naturelle et habituelle de l'estuaire[pas clair]. L'analyse des paramètres surveillés ne permet donc pas d'identifier de signes de « dysfonctionnement notable du milieu » pouvant être lié au fonctionnement de la centrale.
L'inondation de la centrale survenue le 27 décembre 1999 au cours de la tempête Martin est un accident nucléaire qui a été classé au niveau 2 de l'échelle internationale des événements nucléaires de l'Autorité de sûreté nucléaire. Il n'a officiellement conduit à aucun dépassement des autorisations de rejet radioactif, mais en raison de la gravité des événements, l'autorité de sûreté nucléaire a actionné pour la première fois la gestion nationale de crise.

## La navigation

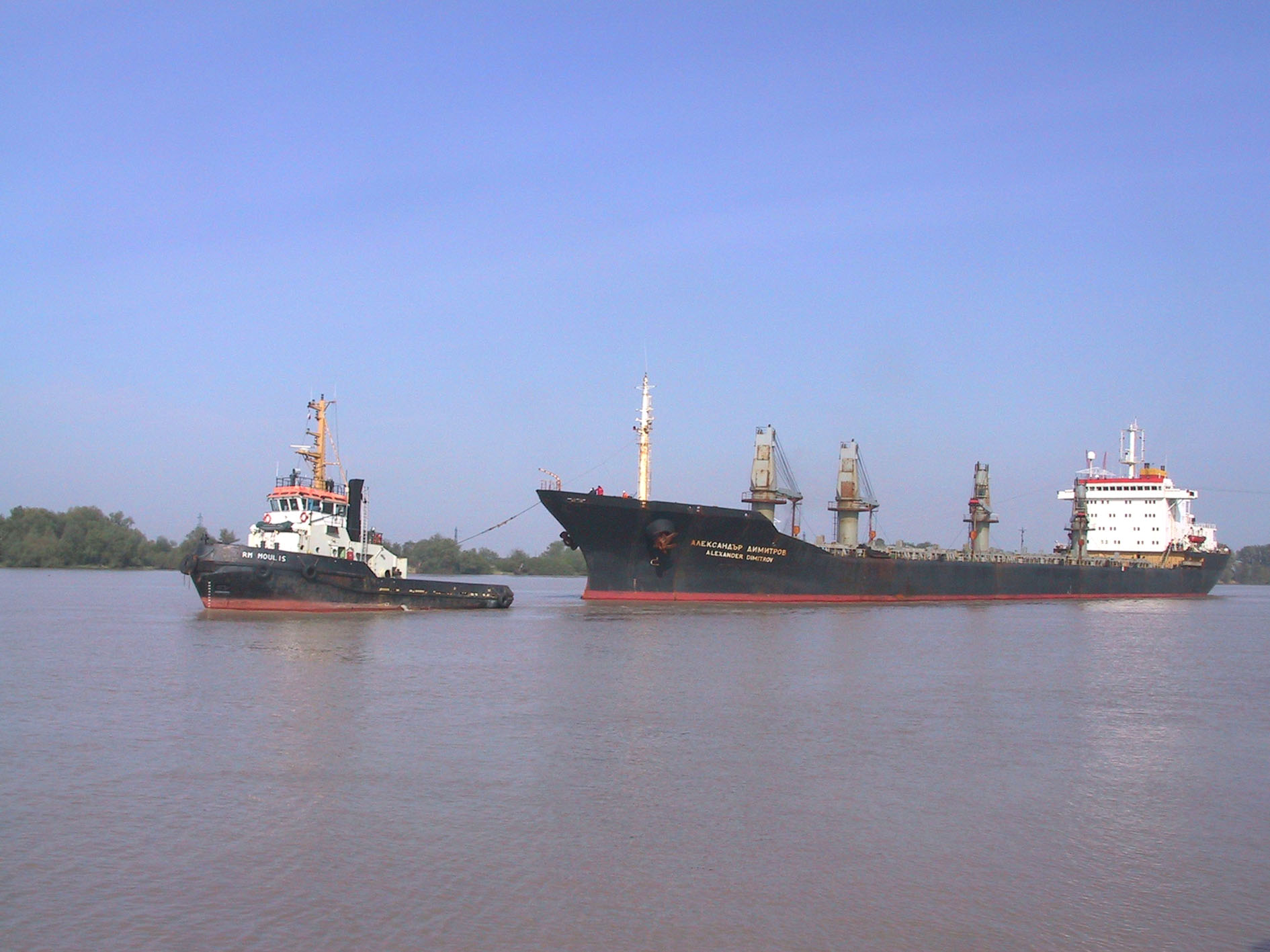
Un remorqueur assiste un vraquier dans son approche d'un des sites du port autonome de Bordeaux.

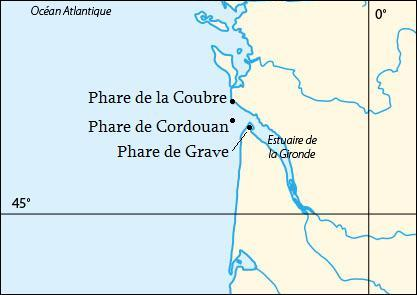
Localisation des phares protégeant l'entrée de l'estuaire.

L'estuaire est un important axe de navigation et de transport de marchandises avec le passage de cargos, de porte-conteneurs, de bateaux de pêche et de tourisme. Le transport de gros gabarits pour la construction aéronautique a été utilisé, de 2004 à 2019, pour convoyer des éléments du fuselage, des ailerons et des ailes de l'Airbus A380 de Saint-Nazaire à Pauillac. Ils étaient de là transbordés sur une barge ou une péniche d'Airbus remontant la Garonne jusqu'à Langon, activité que l'on nomme « chenalage ».
Dans l'ensemble de l'estuaire et de la Garonne, le service de pilotage aux navires est assuré par les Pilotes de la Gironde, syndicat réglementaire et obligatoire de service aux navires. Les pilotes assurent la prise en charge des navires au large de l'estuaire depuis la bouée BXA jusqu'aux sept ports hauturiers du fleuve et les raccompagnent depuis les ports vers la haute mer.

### Histoire de la navigation

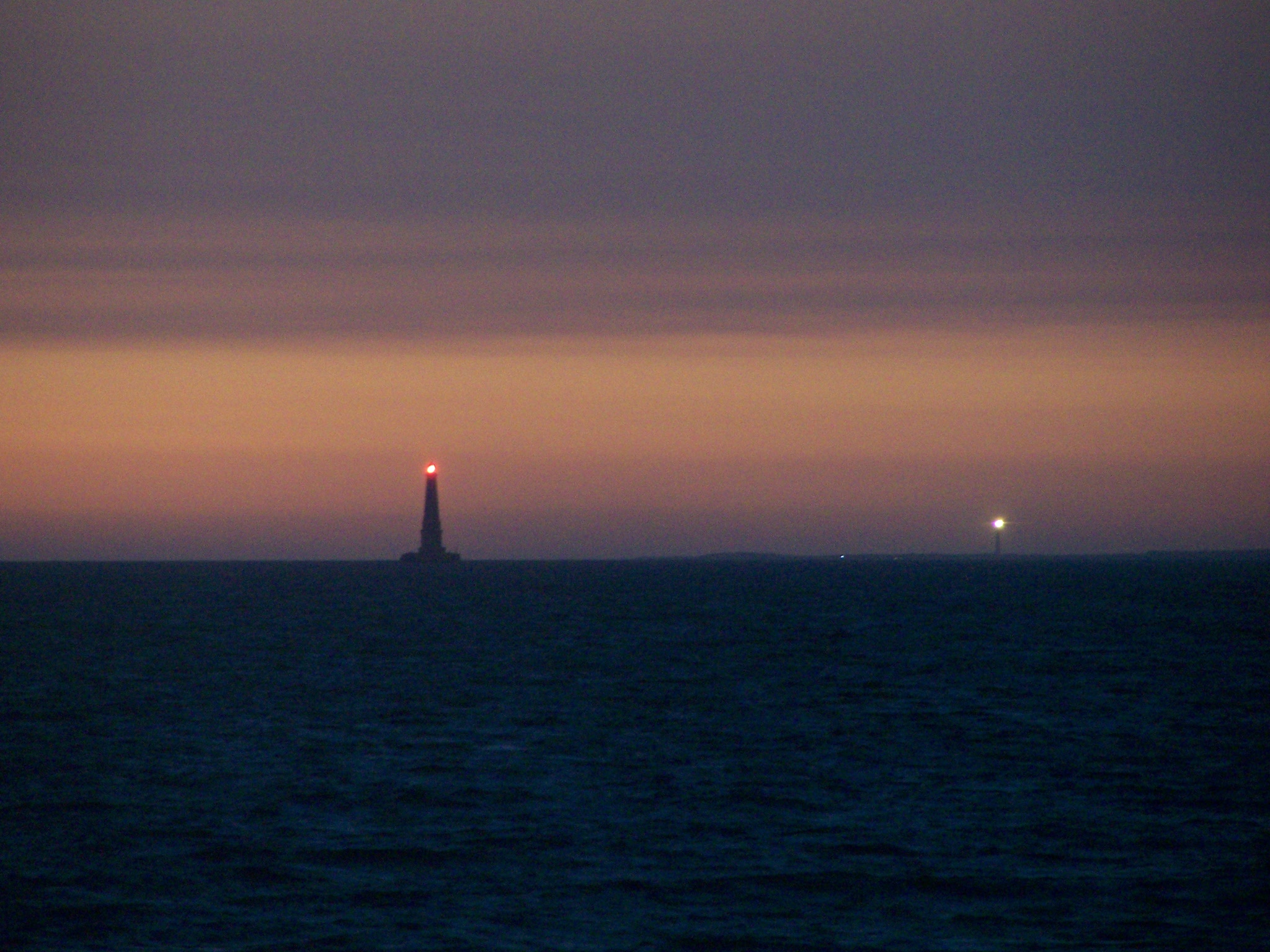
Vue sur les phares de Cordouan et de la Coubre depuis la plage de Soulac-sur-Mer en soirée.

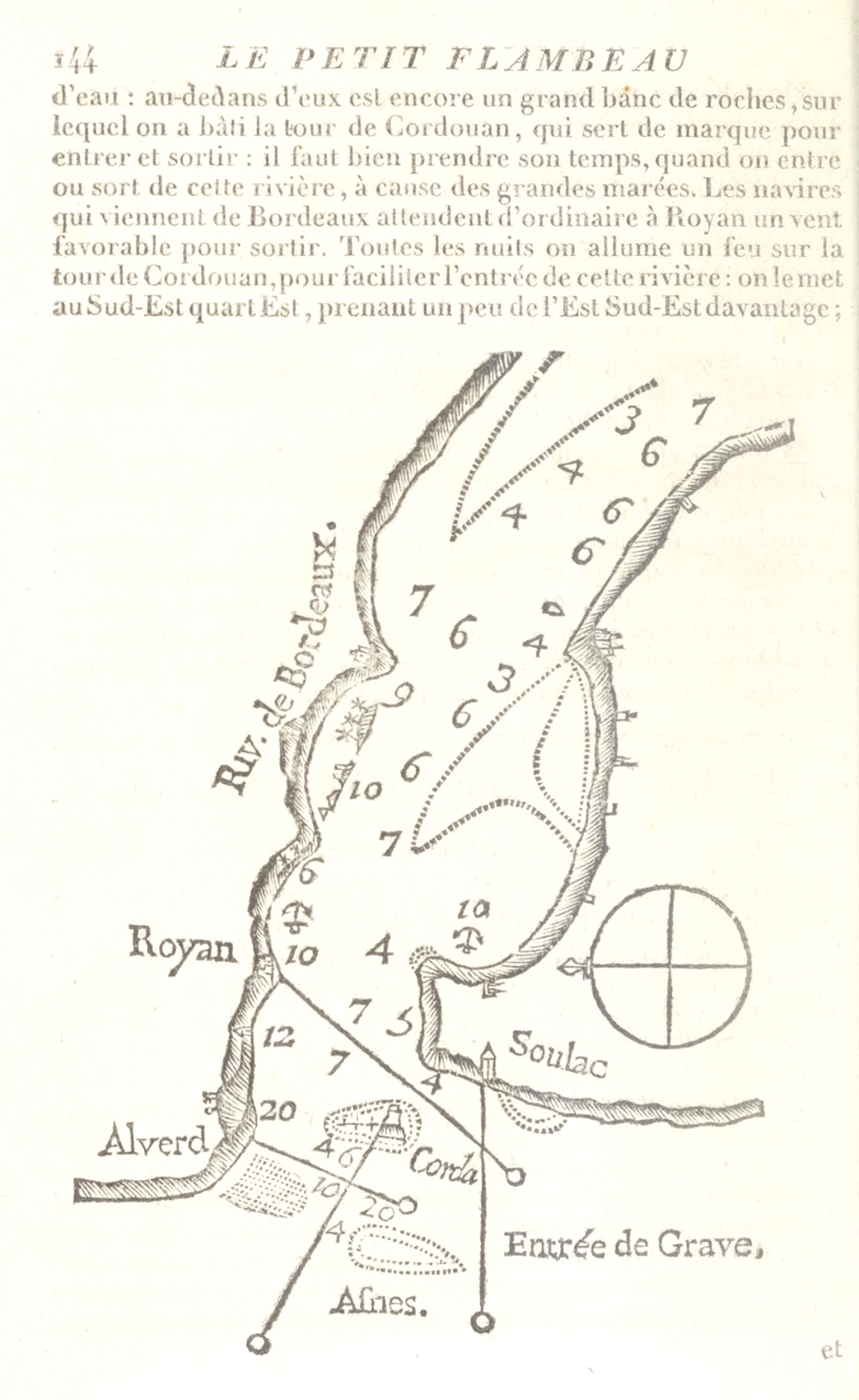
Estuaire de la rivière de Bordeaux en 1817.

La navigation de la Gironde commence durant l'âge du bronze avec le commerce de l'étain en provenance de Cornouailles et le commerce du cuivre en provenance d'Espagne. Novioregum devient un port très développé. Ce trafic va permettre l'émergence et la fondation de Burdigala par les Bituriges Vivisques, c'est-à-dire la future ville de Bordeaux. Au IXe siècle, les Vikings sillonnent les eaux de l'estuaire et pillent les bateaux de commerce.
Mais le trafic maritime dans l'estuaire s'amplifie avec l'arrivée au trône des rois d'Angleterre en Aquitaine au XIIe siècle. En 1152, le roi d'Angleterre Henri II Plantagenêt épouse Aliénor d'Aquitaine et perçoit en dot les terres bordelaises. L'estuaire devient la voie d'accès aux terres bordelaises du roi d'Angleterre et le commerce du vin explose. Au XIIIe siècle, la tour de Cordouan est construite et permet de faciliter l'accès à l'estuaire. Le trafic maritime est perturbé par les conflits entre le roi d'Angleterre et le roi de France. Des batailles navales s'y déroulent en 1406, 1442 et 1451.

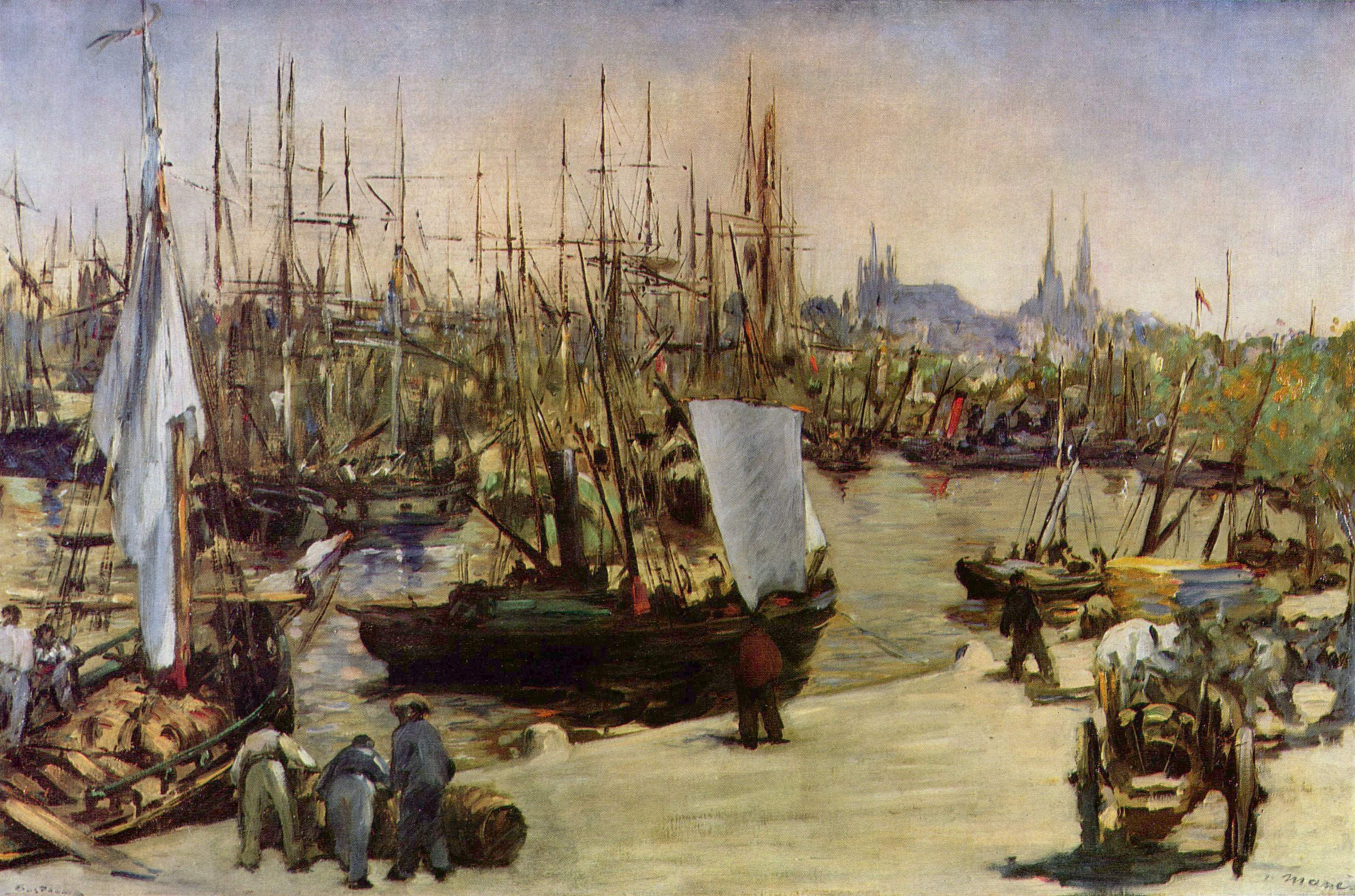
Port de Bordeaux et ses gabares en 1871 par Édouard Manet.

À partir du XVIe siècle, les destinations et les échanges se diversifient. Le goudron, le blé et la résine transitent par la Gironde. Des bateaux de pêche partent pour Terre-Neuve pêcher la morue. Bordeaux devient un centre de traitement et d'expédition de la morue pour le reste de l'Europe. Les Anglais sont remplacés par les Hollandais. Le trafic est important et le commerce du vin florissant. Les Hollandais s'installent dans la ville de Bordeaux. C'est aussi le début de la fabrication de navires et l'implication de bordelais dans la vie de l'estuaire.
Le commerce colonial et le commerce du vin attirent de nombreux pillards et ennemis. En 1662, le roi Louis XIV autorise l'armement des bateaux pour se défendre. Les corsaires envahissent l'estuaire et protègent le commerce. Au cours de ce XVIIè siècle, les corsaires bordelais détruisent de nombreux navires anglais et assurent le commerce maritime lors de parcours en mer pour faire du pillage que l'on appelle des courses. Le port de Bordeaux fait aussi partie du commerce négrier avec notamment le commerce triangulaire qui rend de nombreuses familles bordelaises riches. Au total, en ayant assuré 11,4 % du trafic négrier français, Bordeaux a été le deuxième port négrier de France, à égalité avec celui de La Rochelle, mais loin derrière les 41,3 % du port de Nantes.
Au XVIIIe siècle, l'estuaire, appelé alors la Rivière de Bordeaux, devient un axe de passage très fréquenté. Le port de Bordeaux devient le premier port français. Le phare de Cordouan est construit pour aider les bateaux à passer les passes de la Gironde réputée dangereuse. Des pilotes de l'estuaire à bord de cotres étaient formés pour guider les bateaux dans la Gironde jusqu'aux différents ports. C'est durant cette période qu'apparaît la gabare, navire affecté au transport des marchandises.
Mais au XIXe siècle, Le Havre devient le premier port de France supplantant celui de Bordeaux et le commerce dans l'estuaire diminue.

### Vauban et l'estuaire

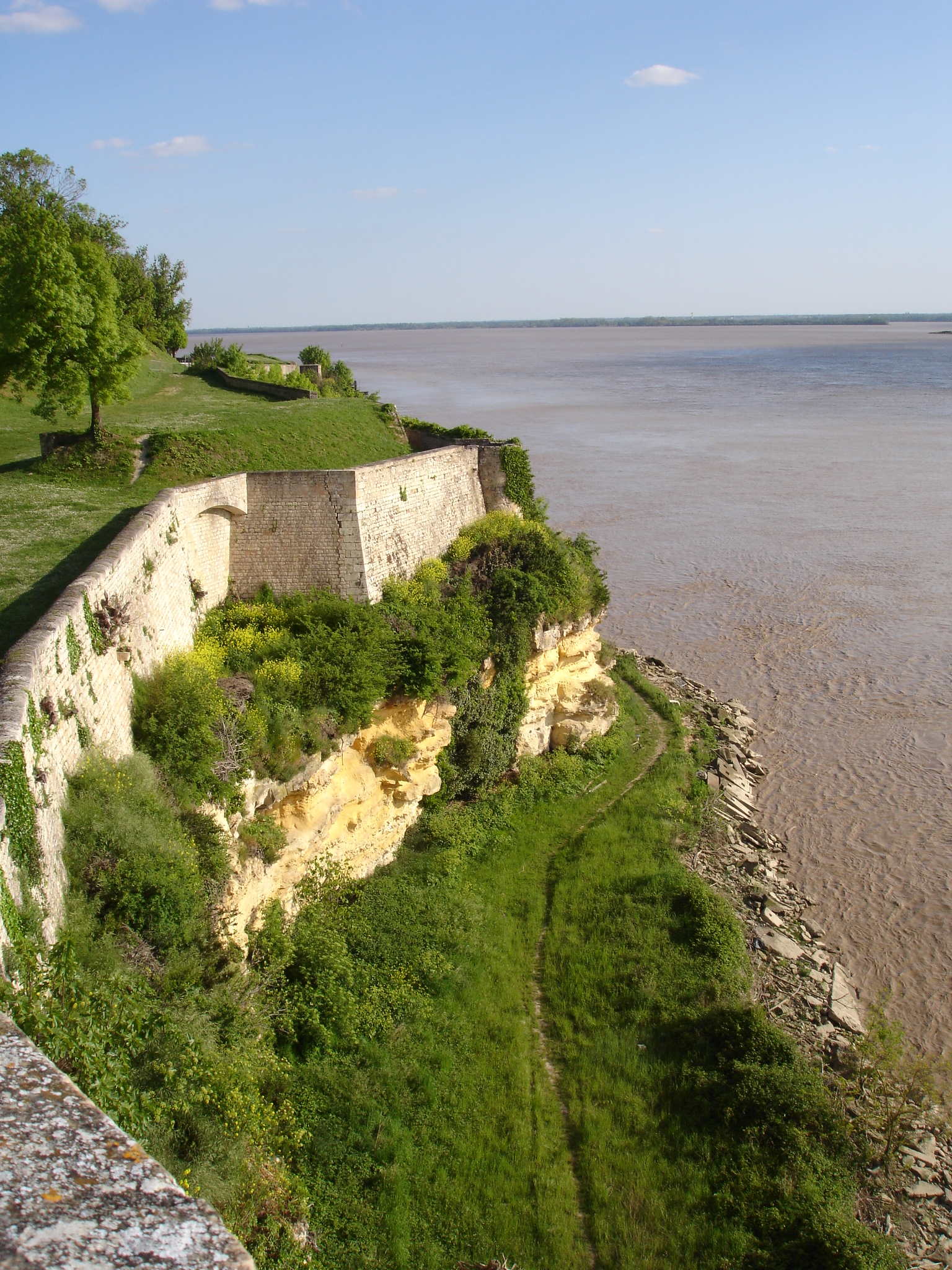
Les fortifications de la citadelle de Blaye face à la Gironde.

Vauban, commissaire général des fortifications du roi Louis XIV, visite la place de Blaye en octobre 1685. Percevant avec beaucoup d'intuition son importance, il propose alors la construction d'un système de contrôle de l'estuaire.
L'objectif est d'être en mesure d'interdire la navigation, dans un sens comme dans l'autre, pour à la fois barrer l'accès du fleuve aux flottes adverses venant du large, notamment anglaises et hollandaises, mais aussi bloquer le "poumon économique" de Bordeaux, ville ayant maintes fois montré sa préférence pour la réussite de ses affaires plutôt que celles du royaume de France.
Du fait de sa situation particulière sur un éperon rocheux dominant la Gironde, la citadelle de Blaye devient le point d'appui de ce système de contrôle, à cet effet, elle sera profondément remaniée.
En outre, la portée de l'artillerie n'étant pas suffisante à cette époque pour battre l'estuaire dans toute sa largeur (3,2 km à cet endroit), Vauban fait construire entre 1690 et 1693, le Fort Médoc sur la rive gauche et le Fort Paté sur un îlot apparu quelques années plus tôt au milieu de la Gironde.
À la fin du XVIIe siècle, le verrou permettant de contrôler la Gironde est fin prêt. Il ne sera attaqué qu'une seule fois, en avril 1814, par les Anglais. La capitulation de Napoléon mettra un terme à l'affaire, alors que la flotte anglaise ne parvenait toujours pas à passer.
Le « verrou Vauban » a été classé en 2008 au patrimoine mondial de l'UNESCO au sein du bien intitulé « Fortifications de Vauban ».

### Les ports

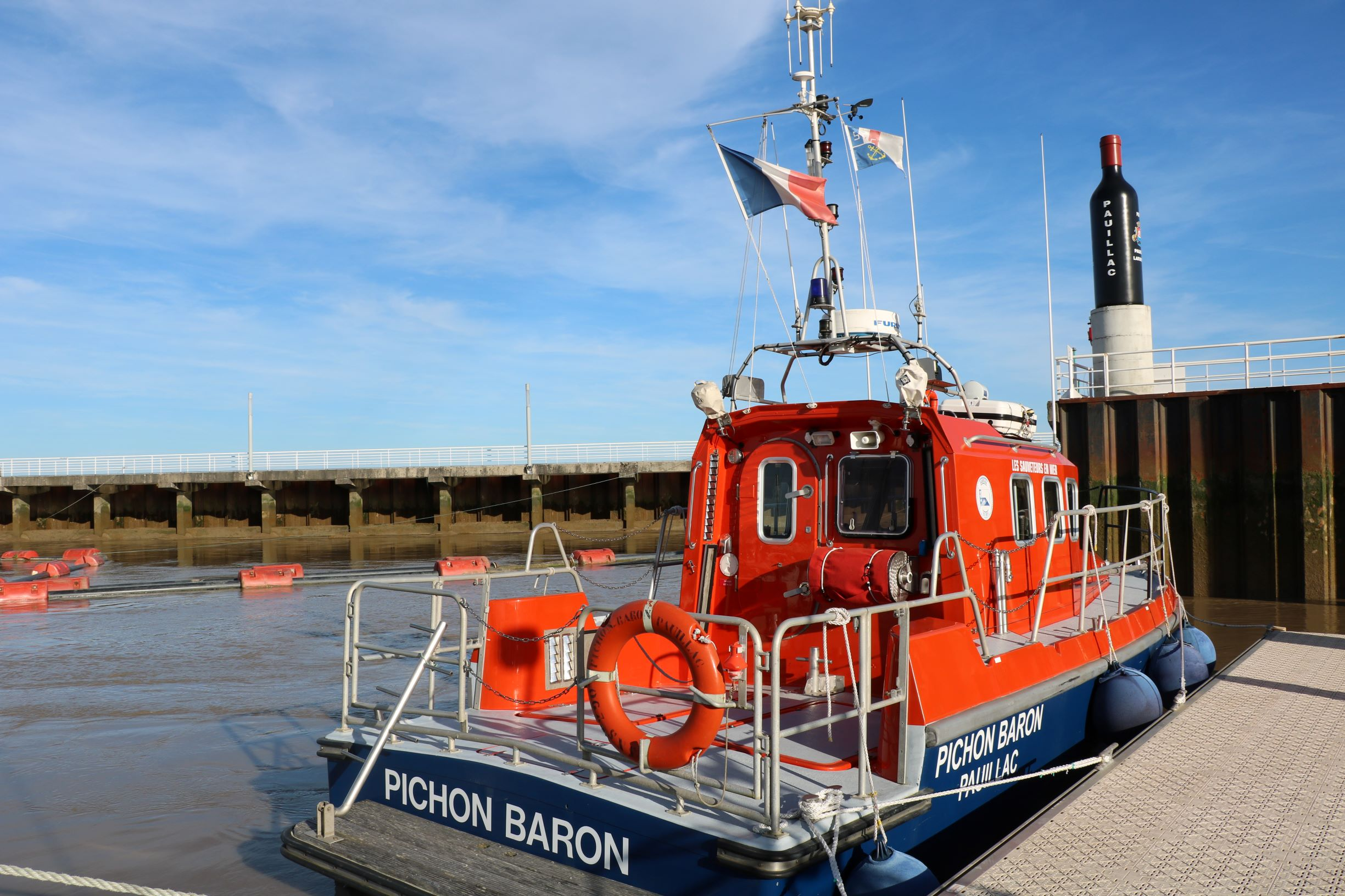
Le Pichon Baron, vedette de la station SNSM de Pauillac.

Il existe une quarantaine de ports : des ports industriels en minorité mais le plus souvent visibles, des ports de plaisance et des ports de pêche naturels. Ces ports sont le plus souvent en retrait dans les terres pour être à l'abri des courants. Ils prennent place dans les anciens marais de la Gironde.
- Le port de Blaye est un port de pêche et de plaisance se trouvant au pied de la citadelle.
- Le port de Lamarque sur la rive gauche est un port d'embarquement et de débarquement du bac assurant la liaison avec le port de Blaye sur la rive droite.
- Le port de Mortagne-sur-Gironde est un port de pêche et de plaisance. Il était autrefois le cinquième port pour l'importance de son trafic.
- Le port de Pauillac est le premier port de l'estuaire. Le port de plaisance dispose d'une station SNSM.
- Port-Maubert, le port de Saint-Fort-sur-Gironde, est un port de pêche et de plaisance.
- Port-Médoc au Verdon-sur-Mer est un port de plaisance moderne. Il se veut le premier « port vert » de l'Atlantique.
- Le port de Royan est un port de plaisance (1 000 anneaux) et de pêche.

Plus loin, après l'estuaire, on trouve d'autres ports plus importants en capacité d'accueil mais pas en tirant d'eau comme :
- Le port de Bassens est le port le plus important de Gironde.
- Le port de Lormont, un port de plaisance.
- Le port de la Lune, le grand port de Bordeaux qui peut recevoir des paquebots de 280 mètres de long.

Sur les deux rives de l'estuaire existent aussi bon nombre de petits ports, appelés « esteys » ou « estiers », suivant que l'on se trouve sur la rive gauche ou la rive droite. Il s'agit plutôt de haltes nautiques. Certains ont pourtant joué un rôle important dans le transport du vin, du bois ou des céréales. Ils constituent aujourd'hui un patrimoine typique de l'estuaire.

### Les bacs

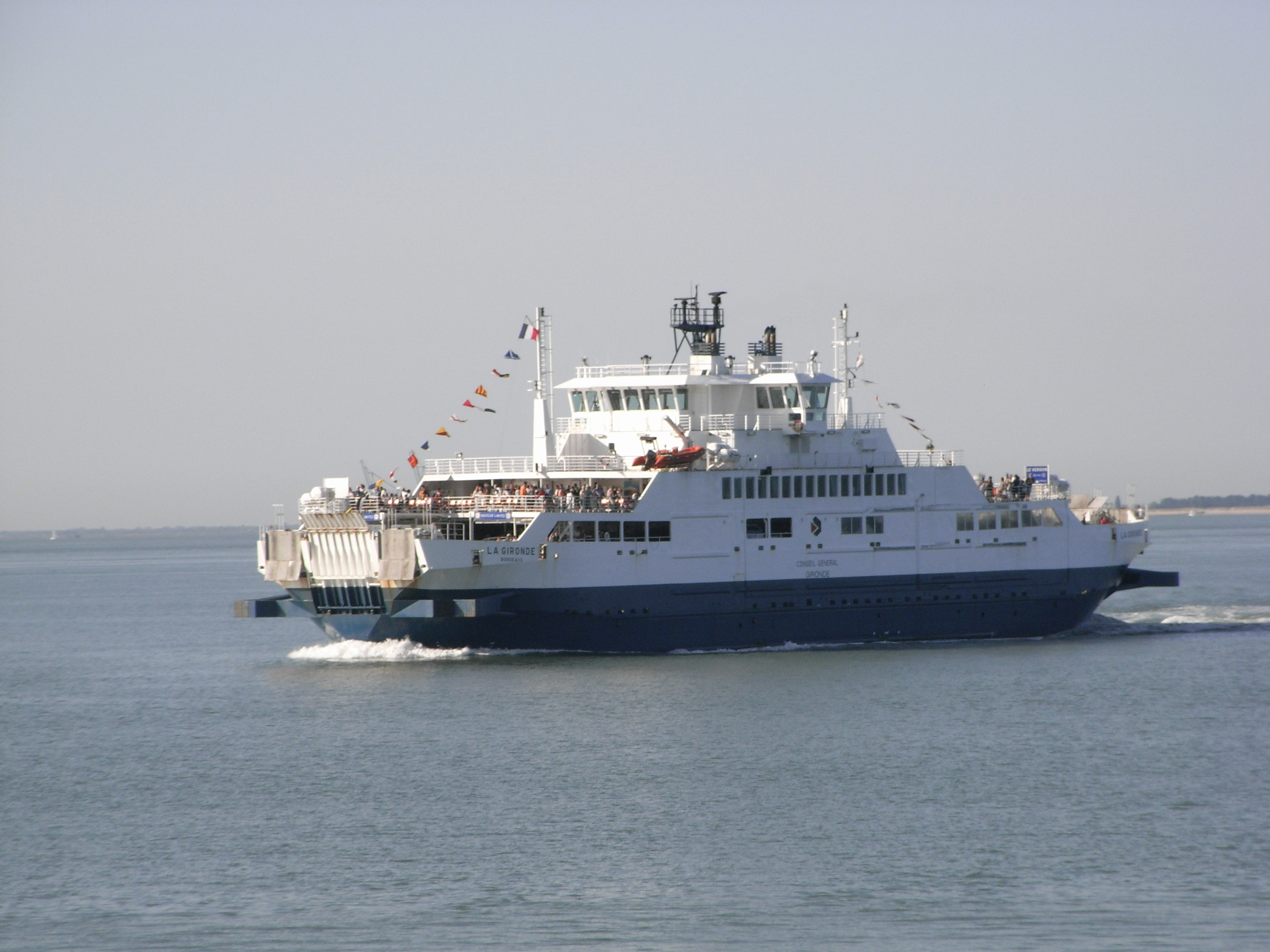
Le bac Royan-Le Verdon-sur-Mer.

Trois passages de bacs permettent de traverser la Gironde :
- tout au nord, un bac relie le port de Royan à Port-Bloc, au Verdon-sur-Mer (véhicules et passagers)
- tout au sud, un autre bac relie Lamarque à Blaye (véhicules et passagers)
- entre les deux, un bateau-passeur permet de relier Pauillac à Port-Vitrezay (Saint-Sorlin-de-Conac) (passagers uniquement)

### Des bateaux traditionnels
Dans l'estuaire de la Gironde, deux types de bateaux traditionnels existent :
- la gabare qui permet le transport de marchandises, notamment les tonneaux de vin exportés depuis Bordeaux ;
- la filadière qui est un bateau de pêche à voile qui a une forme de navette d'où son nom. Dès le XVIIe siècle, ce bateau permettait de pêcher avec des filets dérivants. Deux modèles séjournent à Port-Maubert (Saint-Fort-sur-Gironde).

## La pêche

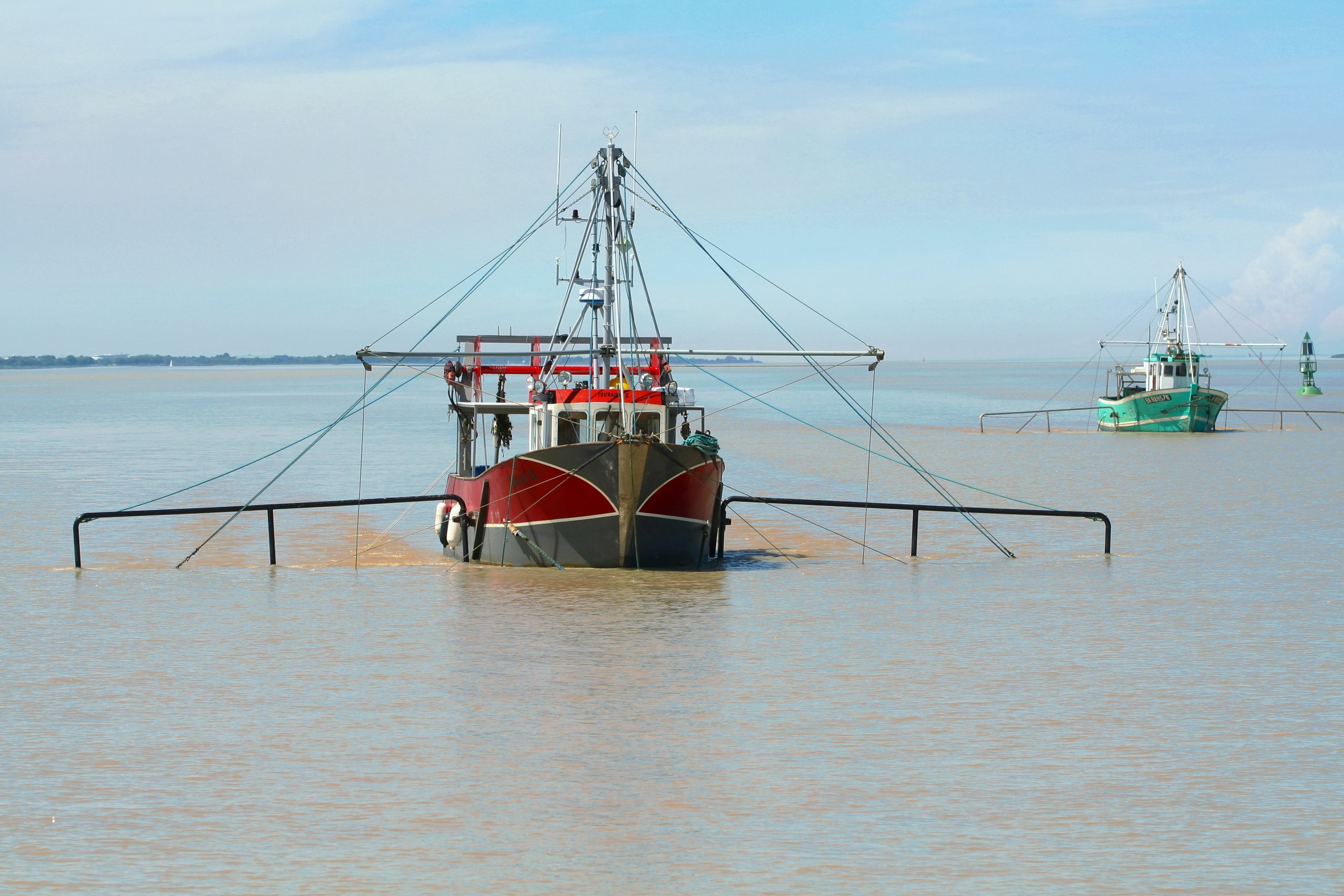
Pêche au carrelet sur l'estuaire.

La pêche dans l'estuaire de la Gironde est surtout une activité centrée sur les poissons migrateurs : aloses, maigre, anguille, lamproies et sur les petites crevettes blanches caractéristiques des estuaires.
La pêche de la pibale ou civelle est une grande tradition dans l'estuaire, c'est aussi la plus lucrative. Ces alevins d'anguilles sont pêchés dans l'estuaire grâce à des chalutiers portant de grands filets latéraux, les « pibalours ». Ces embarcations sont aussi nommées « bateaux libellules ». Depuis les années 1980, la pibale est vendue sur les marchés asiatiques et bénéficie d'une forte valeur ajoutée. Mais la ressource s'épuise et de moins en moins de pibales remontent l'estuaire de la Gironde.
La lamproie et l'alose se pêchent au printemps. La lamproie est cuisinée à la bordelaise dans son sang et du vin. Enfin, la pêche au maigre est très prisée et insolite dans l'estuaire. Ce poisson se reproduit dans l'embouchure de la Gironde au niveau du Banc des Marguerites. Le mâle pousse des grognements qui alertent les pêcheurs : c'est une pêche « à l'écoute ».

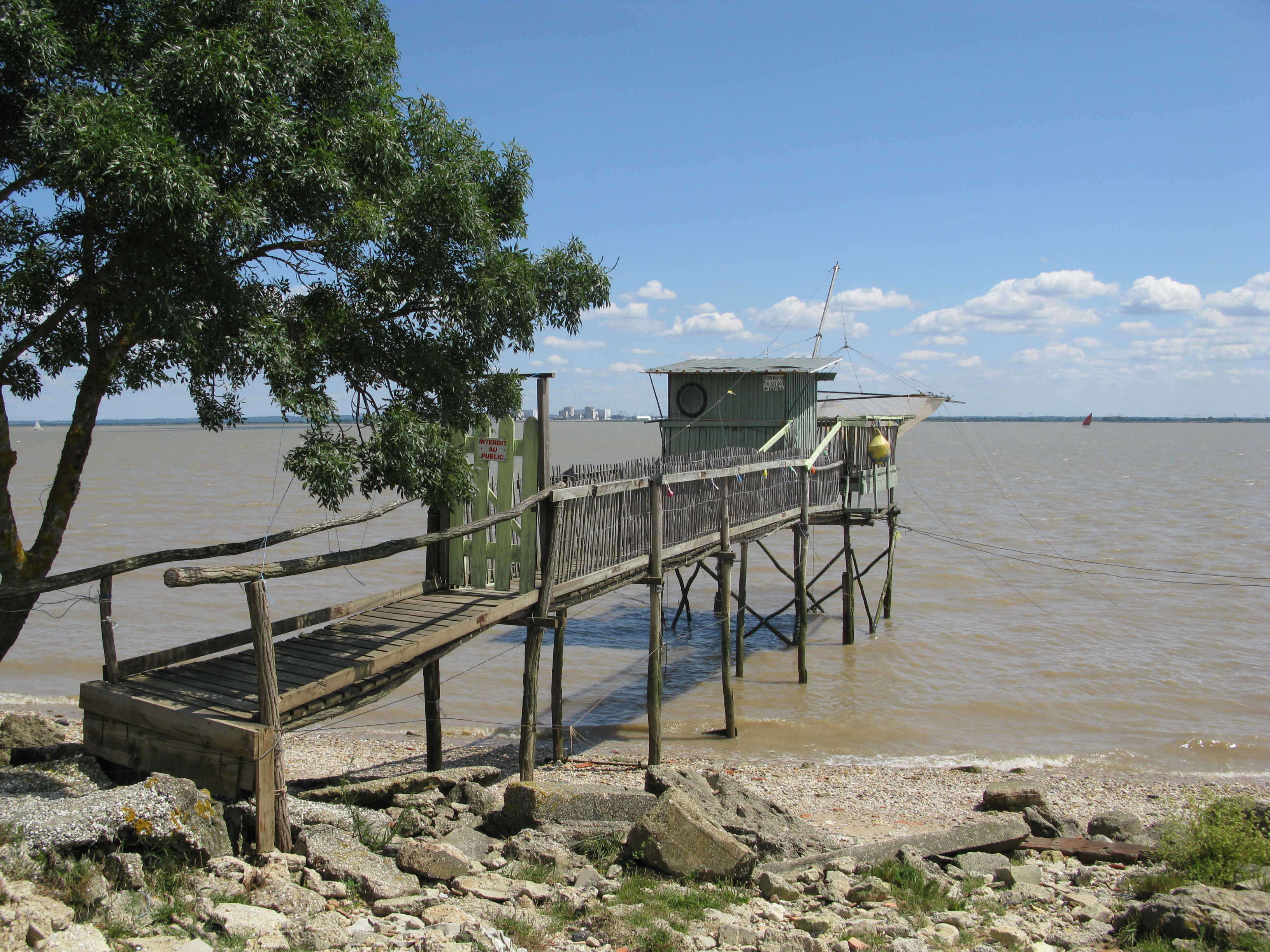
Cabane de pêcheur au carrelet sur la rive gauche, à Pauillac.

La pêche au carrelet est très répandue le long de l'estuaire. On retrouve de nombreuses cabanes sur pilotis le long des rives permettant de descendre un filet carré (le carrelet) à l'eau. Le terme de carrelet s'applique également à la cabane de pêche. C'est une pêche au hasard (on remonte régulièrement le filet et on n'utilise aucun appât) pratiquée par les amateurs.

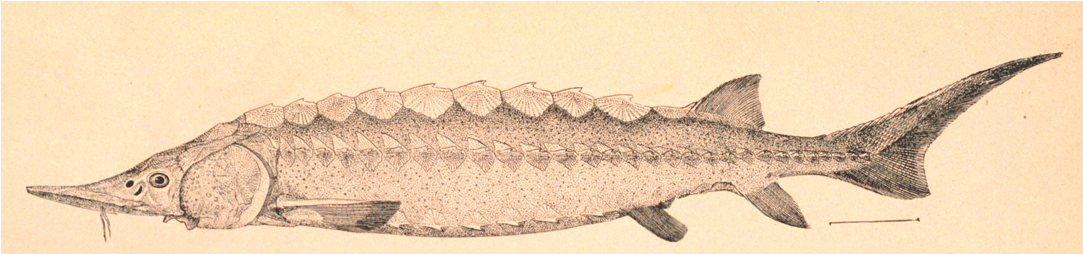
L'esturgeon européen (Acipenser sturio), en danger critique d'extinction.

La pêche de l'esturgeon est totalement interdite depuis 1982. À partir des années 1920, l'esturgeon — appelé localement créa ou créac — était pêché afin de récupérer le précieux caviar. Mais, du fait de la destruction des lieux de ponte (gravières de Dordogne et de Garonne) et d'une pêche excessive, l'espèce est en danger de disparition. Depuis les années 1980, un effort de sauvegarde de l'espèce a été mis en place dans l'estuaire ; mais sans grand succès. Des élevages d'esturgeons sont présents en Charente-Maritime et en Gironde mais l'espèce élevée n'a rien à voir avec l'esturgeon européen. En effet, il s'agit d'un poisson d'eau douce, plus petit, qui appartient à l'espèce Acipenser baerii (esturgeon sibérien) alors que l'espèce autochtone, l'esturgeon européen (Acipenser sturio) est un migrateur amphihalin qui vit en mer et se reproduit en eau douce. Actuellement, l'estuaire de la Gironde est le seul estuaire au monde qui voit passer l'esturgeon européen pour se reproduire en Dordogne ou en Garonne. L'estuaire de la Gironde représente une zone de nourricerie indispensable pour les juvéniles.

## Littérature

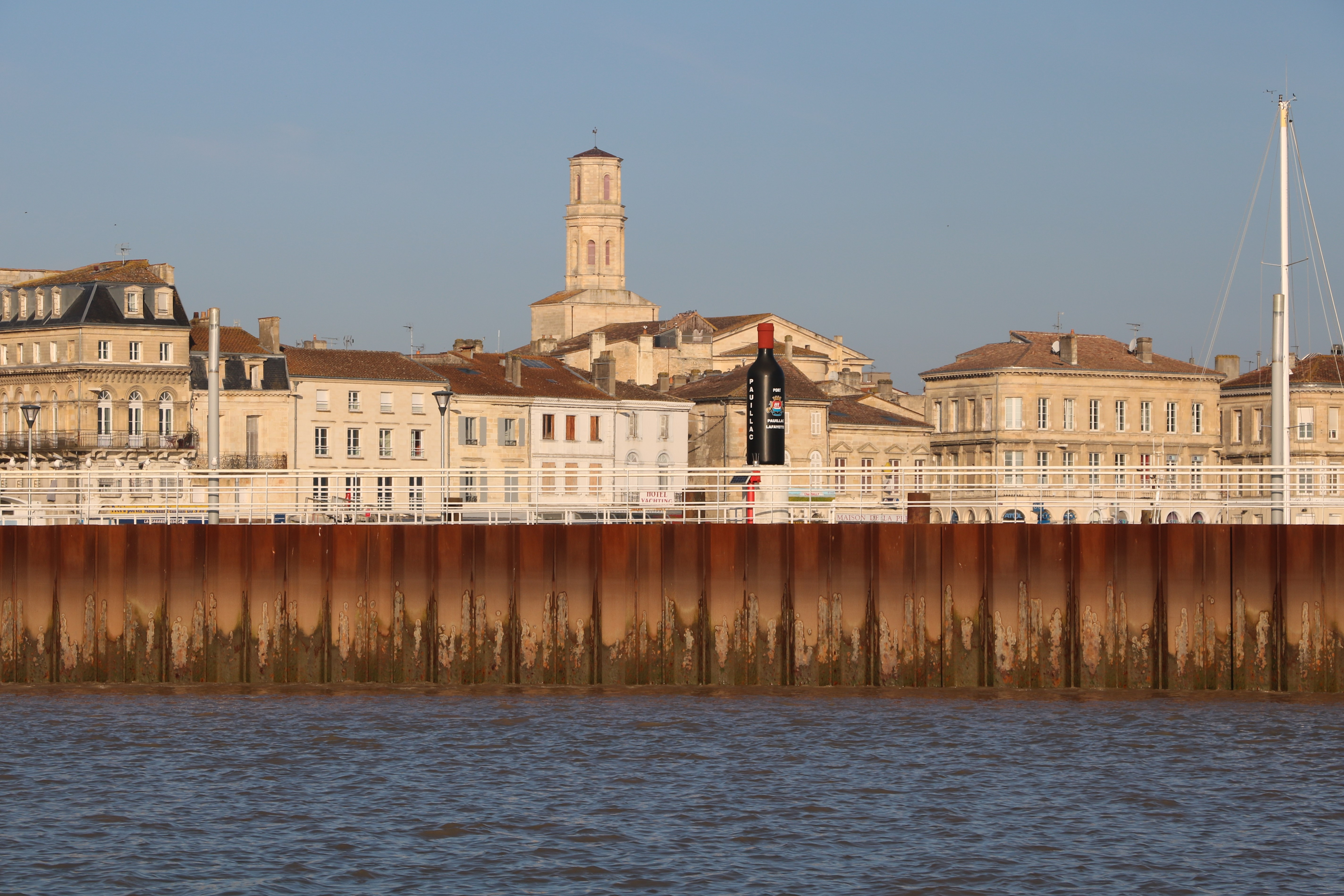
Les quais de Pauillac.

Stendhal, qui passe une nuit à Pauillac le 22 mars 1838 au cours de son voyage dans le midi de la France, lui rend un hommage appuyé : « Nous apercevons tout à coup, sur la gauche de la rivière, huit à dix belles maisons à trois étages qui ont l'air d'opulentes maisons de campagnes : c'est Pauillac. Rien de ces constructions sales et entassées qui avoisinent la rivière, centre de commerce dans les villes anciennes. Pauillac serait-il tout à fait nouveau ? On dirait que les trois quarts de la ville n'ont pas trente ans. Je prends une chambre à l'hôtel de Monsieur Delhomme sur le quai ».
Entre 1612 et 1616, Justus Zinzerling, jeune voyageur allemand, a écrit dans son ouvrage de référence Itinerarium Galliae à propos de l'estuaire : « (…) Lorsque tu voudras remonter de Royan à Bordeaux, tu auras soin de te choisir un marinier habile et de ne pas te fier au premier venu ; car ce n’est pas un jeu de s’aventurer sur la Gironde. (…) » (traduit du latin).

## Seconde Guerre mondiale

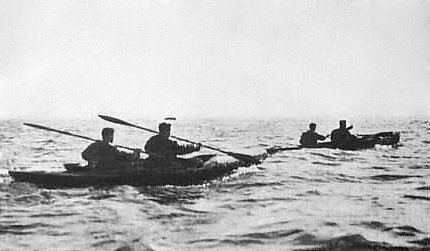
Kayaks de l'opération Frankton.

L'opération Frankton est une opération militaire de la Seconde Guerre mondiale menée par dix hommes d'une petite unité de commandos britanniques, le Special Boat Service des Royal Marines, rattachés aux opérations combinées. Le raid, qui commence le 7 décembre 1942 par la mise à l'eau de cinq kayaks au large de l'estuaire de la Gironde, a pour but l'attaque de forceurs de blocus, des navires de l'Axe, basés dans le port de Bordeaux et assurant des liaisons avec le Japon. Les kayaks ne peuvent naviguer que de nuit et avec une marée favorable. Il leur faut passer la journée cachés dans les broussailles de la berge. Au terme d'une infiltration de quatre jours, seuls deux kayaks atteindront leurs cibles. Leurs charges explosives endommageront sérieusement l'Alabama, le Tannenfels, le Dresden et le Portland. Au terme d'une longue et périlleuse exfiltration via l'Espagne, le major Herbert Hasler et le quartier-maître Bill Sparks seront les seuls survivants de l'opération.